# Landesbevollmächtigter für Bahnaufsicht
Der Landesbevollmächtigte für Bahnaufsicht (LfB) ist in einigen deutschen Bundesländern der Verantwortliche für den Bau und Betrieb von Nichtbundeseigenen Eisenbahnen. In den meisten Ländern wurden diese Aufgaben mit der Landeseisenbahnaufsicht (LEA) dem Eisenbahn-Bundesamt übertragen. Dabei handelt es sich um die Betreuung von Anschlussbahnen, Parkeisenbahnen, Privatbahnen, Schmalspurbahnen, wenn durch Gesetz vorgesehen Feldbahnen, laut Einigungsvertrag von einigen Straßenbahnen sowie teilweise von Kleinbahnen. Ferner ist der Landesbevollmächtigte für Bahnaufsicht für die stationären Anlagen bei Oberleitungsbussen zuständig, das heißt für die Fahrleitungsinfrastruktur und die dazugehörigen Unterwerke. 
In den neuen Bundesländern folgte der Landesbevollmächtigte für Bahnaufsicht der Staatlichen Bahnaufsicht, trägt nun aber die Bezeichnung „Landesbeauftragter für Bahnaufsicht“.